# Mont Chitose (Okinawa)
Le mont Chitose (千歳山, Chitose-yama) est une montagne culminant à 117 m d'altitude sur Kuba-jima dans les îles Senkaku, à Ishigaki dans la préfecture d'Okinawa au Japon. C'est le point le plus élevé de l'île.